# Sawada Kazuki
Kazuki Sawada (sinh ngày 5 tháng 6 năm 1982) là một cầu thủ bóng đá người Nhật Bản.

## Sự nghiệp câu lạc bộ
Kazuki Sawada đã từng chơi cho Nagoya Grampus Eight, Denso, Ventforet Kofu và Mito HollyHock.